# П'єр Безухов
Петро (П'єр) Кирилович Безухов (1785?) — один з центральних персонажів роману Льва Толстого «Війна і мир».

## П'єр в романі
Позашлюбний син графа Кирила Володимировича Безухова (його прототип — канцлер Російської імперії граф Олександр Безбородько), один з найбагатших людей Російської імперії.
Молодий П'єр Безухов повертається в Росію з-за кордону, де він здобував освіту, незадовго до початку подій «Війни і миру». У перших розділах роману описується вечір в салоні Ганни Павлівни Шерер (рос. Анна Павловна Шерер), на якому П'єр вперше з'являється в петербурзькому вищому суспільстві. Живе він до цього часу у родича свого батька князя Курагіна. Простота його манер і прямодушність викликають нарікання у представників вищих кіл. Найкращий друг П'єра — Андрій Болконський.
Зовнішність
| Ліві лапки | ... масивна, товста молода людина з стриженою головою, в окулярах ... П'єр був дещо більше інших чоловіків в кімнаті ... розумний і разом боязкий, спостережний і природний погляд, що відрізняв його від усіх у цій вітальні ... Посмішка в нього була не така, яка у інших людей, що зливається з неулибкою. У нього, навпаки, коли приходила усмішка, то раптом, миттєво зникало серйозне і навіть кілька похмуре обличчя і було інше — дитяче, добре, навіть дурнувате і таке, наче просять вибачення ... | Праві лапки |

Незабаром помирає Кирило Володимирович Безухов; перед смертю він визнає П'єра своїм законним сином і передає йому весь свій статок. П'єр стає одним з найбільш вигідних женихів Росії, і, вже незабаром, одружується на Елен Курагиній. Коли дружина починає відкрито зраджувати П'єру, той викликає на дуель її коханця Долохова, після чого виганяє Елен з дому, стає франкмасоном і їде в Москву. Через деякий час, в 1808, П'єр стає главою петербурзьких масонів, але потім розчаровується в ідеалах цієї організації.
П'єр присутній на полі битви під час Бородінської битви, після окупації Москви залишається в місті і вирішує, що повинен стати вбивцею Наполеона. Втілити задум йому не вдається, Безухов потрапляє в полон, де проводить деякий час і знайомиться з солдатом Платоном Каратаєвим, в результаті спілкування з яким осягає народне світовідчуття.
У кінці роману П'єр робить пропозицію Наташі Ростовій, в епілозі вони одружені і мають чотирьох дітей, Безухов зображений щасливим батьком сімейства.

## В екранізаціях
Сторінка персонажа на imdb
- У екранізації Кінга Видора роль Безухова виконав Генрі Фонда.
- У радянському чотирисерійному фільмі П'єра втілив на екрані режисер картини Сергій Бондарчук. Беручи до уваги те, що в останньому томі роману Безухов є фактично головним персонажем, четверту серію фільму Бондарчук назвав його ім'ям.
- У англійській телеверсії  «Війни і миру» [en] (1972) П'єра грає Ентоні Хопкінс.
- Німецький актор Олександр Байєр — виконавець ролі П'єра в телеверсії « Війни і миру» 2007 (реж. Роберт Дорнхельм, спільне виробництво: Росія, Франція, Німеччина, Італія, Польща).
- У 2016 році вийшла чергова англійська телеверсія «Війни і миру (2016)» в якій П'єра зіграв Пол Дано.